# The Wedding Party (film, 2016)
Pour les articles homonymes, voir The Wedding Party.
Pour plus de détails, voir Fiche technique et Distribution.
The Wedding Party est une comédie romantique nigériane sortie en 2016 et réalisé par Kemi Adetiba. C'est le premier film nigérian qui fait plus d’entrées que les superproductions hollywoodiennes. Deux mois après sa sortie, The Wedding Party a généré 400 millions de nairas (1,2 million d’euros) de recettes.

## Synopsis
The Wedding Party raconte le mariage de Dunny et Dozie, appartenant tous deux à des ethnies différentes.

## Fiche technique
- Titre : The Wedding Party
- Réalisation : Kemi Adetiba
- Société de production :
- Pays d'origine : Nigeria
- Format : couleurs
- Genre : Comédie romantique
- Durée : 110 minutes
- Date de sortie : 2016

## Distribution
- Adesua Etomi : Dunni Coker
- Banky Wellington : Dozie Onwuka
- Richard Mofe Damijo : Chief Felix Onwuka
- Sola Sobowale : Mrs Tinuade Coker
- Iretiola Doyle : Lady Obianuju Onwuka
- Alibaba Akporobome : Engineer Bamidele Coker
- Zainab Balogun : Wonu
- Enyinna Nwigwe : Nonso Onwuka
- Somkele Iyamah-Idhalama : Yemisi Disu
- Beverly Naya : Rosie
- Daniella Down : Deardre Winston
- AY Makun : MC